# Tirrena-Adriàtica 1977
La Tirrena-Adriàtica 1977 va ser la 12a edició de la Tirrena-Adriàtica. La cursa es va disputar en cinc etapes, sent la darrera d'elles la tradicional contrarellotge individual pels carrers de San Benedetto del Tronto, entre el 12 i el 16 de març de 1977, amb un recorregut final de 808,5 km.
El vencedor de la cursa, per sisè any consecutiu, fou el belga Roger de Vlaeminck (Brooklyn), que s'imposà en la general als italians Francesco Moser (Sanson) i Giuseppe Saronni (Scic), segon i tercers respectivament en la classificació general.

## Etapes
| Etapa | Data       | Recorregut                            | Km    | Vencedor d'etapa         | Líder de la general      |
| ----- | ---------- | ------------------------------------- | ----- | ------------------------ | ------------------------ |
| 1a    | 12 de març | Ferentino - Santa Serena              | 182,5 | Alfio Vandi (ITA)        | Alfio Vandi (ITA)        |
| 2a    | 13 de març | Cassino - Paglieta                    | 242,0 | Roger de Vlaeminck (BEL) | Roger de Vlaeminck (BEL) |
| 3a    | 14 de març | Paglieta - Coll de San Giacomo        | 172,0 | Roger de Vlaeminck (BEL) | Roger de Vlaeminck (BEL) |
| 4a    | 15 de març | Ascoli Piceno - Civitanova Marche     | 194,0 | Rik van Linden (BEL)     | Roger de Vlaeminck (BEL) |
| 5a    | 16 de març | S.B del Tronto - S.B del Tronto (CRI) | 18,0  | Knut Knudsen (NOR)       | Roger de Vlaeminck (BEL) |

## Classificació general
|    | Ciclista                       | Equip          | Temps       |
| -- | ------------------------------ | -------------- | ----------- |
| 1  | Roger de Vlaeminck (BEL)       | Brooklyn       | 22h 06' 32" |
| 2  | Francesco Moser (ITA)          | Sanson         | + 05"       |
| 3  | Giuseppe Saronni (ITA)         | Scic           | + 32"       |
| 4  | Alfio Vandi (ITA)              | Magniflex      | + 58"       |
| 5  | Joseph Fuchs (SUI)             | Sanson         | + 1' 46"    |
| 6  | Gianbattista Baronchelli (ITA) | Scic           | + 1' 55"    |
| 7  | Claudio Bortolotto (ITA)       | Sanson         | + 2' 08"    |
| 8  | Giovanni Battaglin (ITA)       | Jolly Ceramica | + 2' 09"    |
| 9  | Wladimiro Panizza (ITA)        | Scic           | + 2' 14"    |
| 10 | Remo Rocchia (ITA)             | Vibor          | + 2' 24"    |